# 淺井裕介
淺井 裕介（あさい ゆうすけ、1981年3月3日 -  ）は、日本の画家、アーティスト。
東京都出身。神奈川県立上矢部高等学校普通科美術陶芸コースを卒業。卒業後4年間、制作環境を求めて高校に通い続ける。
抽象画、陶芸、様々な素材を使ったドローイング、巨大壁画、マスキングプラント、泥絵など、多方面へ精力的な活動をしている作家である。近年は「植物になった白線」シリーズに力を入れている。これは道路表示に使われる白線素材に絵を描いた上で、バーナーによって地面に焼き付けるというものであり、一般の参加者を募って行われることも多い。展示前、展示期間中に公開制作をおこなうことも多く、創作会場にアトリエを構えることもある。創作中の会場では作家がセレクトした音楽が流れている。歌手、演奏家とのコラボレーションをおこなうこともあり、2019年と2020年に、代官山のイベントスペース・晴れたら空に豆まいてにてシンガーソングライターの青葉市子と共演し、音楽と創作のコラボレーションイベントを開催している。

## 経歴
- 1981年 - 東京都に生まれる。
- 1999年 - 神奈川県立上矢部高等学校普通科美術陶芸コース卒業。
- 2002年-2003年 - 神奈川県立上矢部高等学校美術科教員補助。[5]

## 主な展覧会
個展
- 「ドローイング」（西瓜糖、東京都、2001年）
- 「植物画」（MABUI画廊、神奈川県、2003年）
- 「ここ数日とここ数年」（BankART1929馬車道スタジオ、神奈川県、2004年）
- 「MaskingPlant in Polonium」（Polonium、神奈川県、2005年）
- 「MaskingPlant in Kanda」（神田須田町の路地と山房ビル 階段室、東京都、2006年）
- 「根っ子のカクレンボ」（横浜美術館、神奈川県、2007年）[6]
- 「のびちぢみするつち」（ArtCenterOngoing、東京都、2008年）
- 「ぐらぐらの岩」（graf media gm、大阪府、2009年）
- 「ショッピング」（三菱地所アルティアム、福岡県、2010年）
- 「根っこのカクレンボ＠武蔵野プレイス」（武蔵野プレイス、東京都、2011年）
- 「森になった白線＠小金井」（小金井アートスポットシャトー2F、東京都、2012年）
- 「神奈川県立上矢部高等学校 創立30周年記念『通学路を白線で飾ります』」（神奈川県立上矢部高等学校通学路、神奈川県、2013年）[7]
- 「長崎アートプロジェクト2013　根っこのカクレンボ＠ながさき」（浜んまち商店街ほか、長崎県、2013年）[8]
- 「yamatane」（Rice Gallery、アメリカ、2014年）[9]
- 「この場所でつくる」（ARATANIURANO、東京都、2014年）[10]
- 「絵はどこから来るんだろう？」（ARATANIURANO、東京都、2015年）[11]
- 「淺井裕介 ー 絵の種 土の旅」（彫刻の森美術館、神奈川県、2015-2016年）[12]
- 「胞子と水脈」（URANO、東京都、2016年）[13]
- 「この本に描く」（NADiff Gallery、東京都、2017年）[14]
- 「moving and transportation」（ボルボ スタジオ 青山、東京都、2018年）[15]
- 「Daily Records ―Georgia, Istanbul」（NADiff Gallery、東京都、2018-2019年）[16]
- 「野生の星」（ツォモリリ文庫、東京都、2019年）[17]
- 「野生の星2」（Art Center Ongoing、東京都、2019年）[18]
- 「なんか/食わせろ」（ANOMALY、東京都、2020年）[19]
- 「ピュシスとピュシス － テープと旅のドローイング」（NADiff Gallery、東京都、2020-2021年）[20]
- 「星屑の子供」（ツォモリリ文庫、東京都、2021年）[21]
- 「公開制作82 種を食べた美術館」（府中市美術館、東京都、2021年）[22]
- 「ヒカリエデッキ 壁面アートプロジェクト」（渋谷ヒカリエ、東京都、2022年）[23]
- 「ワニはしる　ワニとつぜんに　はしりだす」（NADiff Gallery、東京都、2022年）[24]
- 「淺井裕介展 星屑の子どもたち」（金津創作の森美術館、福井県、2024年）[25]
- 「新収蔵作品特別展示 淺井裕介《八百万（やおよろず）の森へ》」（横浜美術館、神奈川県、2024年）[26]

グループ展
- 「空気の絵 展」（BankART1929馬車道、神奈川県、2004年）
- 「TAP2006 - 一人前のいたずら」（取手旧戸頭終末処理場　他、茨城県、2006年）
- 「海の中道フラワーピクニック」（海の中道海浜公園、福岡県、2007年）
- 「KITA!! Japanese Artists Meet Indonesia アジアへ発信！日本の現代美術」（ジョグジャ ナショナル ミュージアム、インドネシア、2008年）
- 「アジア現代美術プロジェクト- City_net Asia 2009」（ソウル市立美術館、韓国、2009年）
- 「ウォールアート・フェスティバル」（ブッダガヤ、インド、2010年）[27]
- 「NEO-TOPIA」（秋吉台国際芸術村、山口県、2010年）[28]
- 「水・火・大地」（熊本市現代美術館、熊本県、2011年）
- 「おやすみ宇宙、おはようドローイング」（ミドリ・アート・センター、青森県、2012年）
- 「一年目の消息　語りかけることができる『君』」（つなぎ美術館、熊本県、2013年）
- 「Re:送っていただけませんか?」（500m美術館、北海道、2014年）[29]
- 「オオハラ・コンテンポラリー・アット・ムサビ」（武蔵野美術大学、東京都、2014年）[30]
- 「まちじゅう美術館事業　壁画プロジェクト」（別府市内、大分県、2014年）[31]
- 「信濃大町2014 食とアートの廻廊」（大町名店街、長野県、2014年）[32]
- 「六甲ミーツ・アート 芸術散歩2014」（六甲高山植物園、兵庫県、2014年）[33]
- 「TURN / 陸から海へ（ひとがはじめからもっている力）」（みずのき美術館、京都府、2014年）[34]
- 「未見の星座〈コンステレーション〉」（東京都現代美術館、東京都、2015年）[35]
- 「TURN / 陸から海へ（ひとがはじめからもっている力）」（はじまりの美術館、福島県 、2015年）[36]
- 「越後妻有トリエンナーレ 大地の芸術祭2015」（十日町市街、新潟県、2015年）[37]
- 「飛生芸術祭 2015 「僕らは同じ夢をみる－」」（飛生地区、北海道、2015年）[38]
- 「瀬戸内国際芸術祭 2016」 （犬島、岡山県、2016年）[39]
- 「生きとし生けるもの」（ヴァンジ彫刻庭園美術館、静岡県、2016年）[40]
- 「青森EARTH2016 根と路」（青森県立美術館、青森県、2016年）[41]
- 「TERATOTERA祭り2016 Involve」（三鷹駅周辺施設、東京都、2016年）[42]
- 「ありがとう近代美術館・PART2 MOVING！― ミュージアムが「動く」」（富山県立近代美術館、富山県、2016年）[43]
- 「未来への狼火」（太田市美術館・図書館・群馬県、2017年）[44]
- 「3331 Art Fair 2017 -Various Collectors Prizes-」（アーツ千代田 3331、東京都、2017年）[45]
- 「道後オンセナート2018」（道後温泉、愛媛県、2018年）[46]
- 「TENNOZ ART FESTIVAL 2019」（天王洲アイル・三信倉庫壁面、東京都、2019年）[47]
- 「武隆ランバ国際大地芸術祭 2019」（重慶、中国、2019年）[48]
- 「ウォールアートフェスティバルふくしま IN 猪苗代 2019」（猪苗代町、福島県、2019年）[49]
- 「上海都市空間芸術祭2019」（上海、中国、2019年）[50]
- 「生命の庭―8人の現代作家が見つけた小宇宙」（東京都庭園美術館、東京都、2020年）[51]
- 「池袋モンパルナス2.0」（ターナーギャラリー、東京都、2020年）[52]
- 「ウォールアートフェスティバルふくしま IN 猪苗代 2021」（猪苗代町、福島県、2021年）[53]
- 「越後妻有 大地の芸術祭 2022」（越後妻有里山現代美術館 MonET（モネ）、新潟県、2022年）[54]
- 「画材をたのしむ 展示&ワークショップ2022秋」（池袋モンパルナス回遊美術館、東京都、2022年）[55]
- 「芸術在樵山—広東南海大地の芸術祭」（平沙島芸術区、中国、2022年）[56]
- 「淺井裕介＋淺井真⾄ 共作「破裂と炸裂」」（Art Center Ongoing、東京都、2023年）[57]
- 「ミレーと4人の現代作家たち -種にはじまる世界のかたち-」（山梨県美術館、山梨県、2023年）[58]
- 「森の目覚め」（はじまりの美術館、福島県、2023年）[59]
- 「食とアートと人と街 2023 秋」（横浜ポートサイド地区、神奈川県、2023年）[60]
- 「BankART Life 7 UrbanNesting:再び都市に棲む」（BankART station、神奈川県、2024年）[61]
- 「MATTER(s)」（ANOMALY、東京都、2024年）[62]
- 「き・てん・き・てん」 展　＜夏会期＞（はじまりの美術館、福島県、2024年）[63]
- 「フォレストアートフェスティバル in ラダック2024」（ラダック、インド、2024年）[64]
- 「Tokyo Gendai」（パシフィコ横浜、神奈川県、2024年）[65]
- 「岡本太郎に挑む 淺井裕介・福田美蘭」（川崎市岡本太郎美術館、神奈川県、2024年〜2025年）[66]
- 「ウォールアートフェスティバルふくしま in 猪苗代 2024「ここから、まざりあう」」（はじまりの美術館、福島県、2024年）[67]
- 「Bodies Embodied」（ANOMALY、東京都、2024年）[68]
- 「コレクション展」（横浜美術館、神奈川県、2025年）[69]
- 「アライブ！展」（BANK ART STATION、神奈川県、2025年）[70]
- 「積層する時間：この世界を描くこと」（金沢21世紀美術館、石川県、2025年）[71]
- 「ゴミと鉛筆とアート展」（UNKNOWN HARAJUKU、東京都、2025年）[72]

## 主な受賞歴
- VOCA展2009 大原美術館賞[73]
- 六甲ミーツ・アート 芸術散歩2012 主催者特別賞[74]
- 第61回神奈川文化賞未来賞[75]
- タカシマヤ美術賞 2014年[76]
- 第68回横浜文化賞文化・芸術奨励賞[77]